# Электропоезд серии 0 сети Синкансэн
Электропоезд серии 0 сети Синкансэн (яп. 新幹線0系電車 Синкансэн дзэрокэй дэнся) — первый электропоезд, сконструированный для японской сети высокоскоростных железных дорог. Ныне является символом синкансэна.
Нулевая серия, которая изначально не имела номера ввиду отсутствия необходимости, начала эксплуатироваться на Токайдо-синкансэне в 1964 году.
Все экземпляры имели следующую окраску: две синие линии по кузову вагона, одна из которых проходила по оконному поясу, а вторая по юбке вагонов, включая метельник.
В отличие от другого подвижного состава, строившегося ранее в Японии, синкансэн нулевой серии и все последующие высокоскоростные поезда имеют ширину колеи 1435 мм. Электрификация железнодорожной линии и сам поезд были рассчитаны на переменный ток напряжением 25 кВ и с частотой 60 Гц. На электропоезде все колёсные пары обмоторены, мощность каждого тягового двигателя 185 кВт. Высокая удельная мощность позволяет разгонять поезд до максимальной скорости 220 км/ч с ускорением 1,0 км/ч/с.
Первоначально поезда имели составность в 12 вагонов, некоторые — в 16. Позднее выпущены поезда составностью в 6 и 4 вагона. Производство поездов нулевой серии продолжалось с 1963 по 1986 год.
Хотя большинство оборудования на железных дорогах Японии эксплуатируется 30 лет, поезда синкансэна исключаются из работы после 15 лет эксплуатации. Последние поезда курсировали на Санъё-синкансэне в 4-вагонной составности. JR-West объявила в декабре 2007 года о том, что оставшиеся шесть поездов серии 0 будут изъяты из эксплуатации осенью 2008 года. 30 ноября 2008 года «нулевой» электропоезд совершил последний регулярный рейс, а 14 декабря отправился в последнюю поездку от Хакаты до Син-Осаки и обратно. Спустя 44 года и 11 месяцев эксплуатации этот тип поездов списан.
Один из головных вагонов поезда нулевой серии в 2001 году был подарен компанией JR-West Национальному железнодорожному музею Великобритании в Йорке.